# Benkovce
Benkovce (hongrois : Benkőfalva) est un village de Slovaquie situé dans la région de Prešov.

## Histoire
Première mention écrite du village en 1363.

## Démographie

### Évolution de la population
| Année:               | 1994. | 2004.   | 2014.   | 2024.   |
| -------------------- | ----- | ------- | ------- | ------- |
| Nombre de personnes: | 554   | 541     | 534     | 567     |
| Différence:          |       | -2,34 % | -1,29 % | +6,17 % |

| Année:               | 2023. | 2024.   |
| -------------------- | ----- | ------- |
| Nombre de personnes: | 563   | 567     |
| Différence:          |       | +0,71 % |